# Eupholidoptera tahtalica
Eupholidoptera tahtalica is een rechtvleugelig insect uit de familie sabelsprinkhanen (Tettigoniidae). De wetenschappelijke naam van deze soort is voor het eerst geldig gepubliceerd in 1949 door Uvarov.